# 八力镇
八力镇，是中华人民共和国甘肃省陇南市宕昌县下辖的一个乡镇级行政单位。
2016年，甘肃省民政厅批复同意撤销八力乡，设立八力镇。

## 行政区划
八力镇下辖以下地区：
八马牧场村、上八力村、中拉村、下拉村、扎固村、上拉村、下八力村、吉儿拉村、石门村、上堡子村和山庄村。